# Diasporus gularis
Diasporus gularis es una especie de anfibios de la familia Eleutherodactylidae. Se distribuye por el oeste de Colombia (incluyendo la isla Gorgona) y el noroeste de Ecuador. Su rango altitudinal oscila entre 0 y 400 m s. n. m..